# Marc Tul·li Ciceró (cavaller)
Marc Tul·li Ciceró (llatí: Marcus Tullius Cicero) era fill de Marc Tul·li Ciceró i pare de Ciceró l'orador. Formava part de la gens Túl·lia.
Va ser cavaller (eques) i va viure a les seves terres a Arpinium, en una vil·la que tenia a la unió entre els rius Fibrenus i Liris, dedicat a activitats literàries. Va anar a Roma al final de la seva vida per l'educació dels seus fills Marc i Quint.
La seva reputació com a erudit li va permetre ser amic d'Antoni l'orador, de Luci Licini Cras i dels juristes Quint Escèvola i Gai Aculeó, aquest darrer era el seu cunyat, ja que estava casat amb la germana de la seva muller Hèlvia. Encara que era de constitució dèbil, la seva vida de gustos moderats li va permetre una bona vellesa. Va morir l'any 64 aC.